# ماتریس منطقی

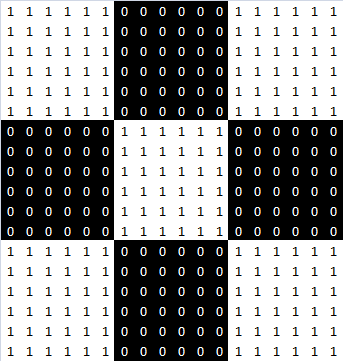
چدول ماتریس منطقی که ار 0 و 1 تشکیل شده و در آن به صورت یک جدول در آمده است.

یک ماتریس منطقی،ماتریس باینری ماتریس رابطه‌ای ،ماتریس بولی ،ماتریس (1و0) ماتریس است  با ورودی از دامنهٔ بولی 
B={0,1}
از چنین ماتریسی می‌توان برای نشان دادن روابط بولی بین یک جفت عدد از یک مجموعه متناهی استفاده کرد.
محتوا
ماتریس بیان یک رابطه
مثال
مثال‌های دیگر
چند ویژگی
همچنین
منابع

## ماتریس بیان یک رابطه
اگر R یک ارتباط باینری بین مجموعه‌های X ,Y باشد به‌طوری که) (R⊆X,Y در نتیجه R را می‌توان با یک (M) ماتریس مجاورت بیان کرد. که سطرها و ستون‌های آن مؤلفه‌های مجموعهٔ X, Y هستند.
Mi,j=
1 (xi,yi) ∈R
0 (xi, yj) ∉R
جهت مختصر کردن اعداد سطرها و ستون‌های ماتریس مجموعه‌های  X ,Y با اعداد حقیقی مثبت علامتگذاری می‌شوند:
i بین 1 تا انتهای X
J بین 1 تا انتهای y 
برای اطلاعات بیشتر ورودی [Indexed sets http://en.wikipedia.org/wiki/Indexed_set]  را ببینید

### مثال
رابطه باینری (R ) بین مجموعهٔ {4و3و2و1} به‌طوری تعریف می‌شود که a R b برقرار باشد اگر و فقط اگر b بر  a  بخش پذیر باشد بدون باقیمانده.
به عنوان مثال رابطه 2R4 برقرار است چون 2 مقسوم علیه 4 است بدون باقی‌مانده اما رابطه 3R4 برقرار نیست چون 4 تقسیم بر 3 باقی‌مانده یک خواهد داشت.
برای مجموعه‌های فوق مجموعه ‌های جفت زیر برای رابطه R برقرار است:
{ (4و4)و(3و3)و(4و2) و(2و2)و(4و1)و(3و1)و(2و1)و)1و1)}
در نتیجه ماتریس‌های مربوطه خواهد شد:
1111
0101
0010
0001

#### مثال‌های دیگر
یک ماتریس جایگشت یک ماتریس (1و0) که سطرها و ستون‌هایش فقط یک المان غیر صفر دارند.
ارایه کوستاس یک حالت خاص از ماتریس جایگشت است.
یک ماتریس برخوردی در هندسه محدود و ترکیبات محدود ماتریسی است که برخورد بین نقاط یا رئوس وخط‌ها رادر هندسه (نشان میدهد) "بلوک ها، از طراح بلوکی یا لبه‌های گراف"
یک ماتریس طراحی در کاوش وارایانس یک ماتریس(صفر و یک) است با مجموع ثابت هر سطر.
یک ماتریس مجاورت در تئوری‌های گراف ماتریسی است که سطر وستون آن مساوی و ورودی‌های آن لبه‌های گراف می‌باشد.
ماتریس مجاورت یک گراف ساده و غیر مستقیم یک ماتریس باینری متقارن با قطر صفر می‌باشد
یک ماتریس biadjancy از یک گراف سادهٔ دو قسمتی،  یک ماتریس صفر و یک است که هر (1و0) به همین روش تفکیک می‌شود.
یک تصویر bitmap که تشکیل شده از پیکسل با دو رنگ را می‌توان با ماتریس صفر و یک نمایش داد . که 0 معرف یک رنگ و 1 معرف رنگ دیگر خواهد بود
برای قوانین بازی GO نیز از ماتریس باینری استفاده می‌شود.

##### چند ویژگی
ماتریسی که بیان‌کننده یک تساوی در یک مجموعه متناهی یک ماتریس هویت است که فقط المان‌های  روی قطر اصلی یک و مابقی صفر هستند.
اگر دامنه بولی به طریق semi-ring دیده شود به‌طوری‌که جمع با با LOGICAL OR  و ضرب با  AND LOGICAL و نمایش ماتریس از ترکیب دو  رابطه برابر است با ضرب ماتریس ها.
تکرار عملیات روی ماتریس باینری در Modular Mod2و  Arithmetic mod2 (حساب‌های پیمانه‌ای مدولار) تعریف می‌شود. 
تعداد ماتریس‌های متمایز mxn برابر است  با nm2 و محدود خواهد بود.
ماتریس منطقی می‌توان به تکرار مشخص ضرب شود( O(n2